# Giffoni Sei Casali
Giffoni Sei Casali és una localitat i municipi italià, dins de la província de Salern, a la regió de Campània. L'any 2009 tenia 5.272 habitants. Limita amb els municipis de Calvanico, Castiglione del Genovesi, Fisciano, Giffoni Valle Piana i San Cipriano Picentino.

## Evolució demogràfica
| Gràfica de població de Giffoni Sei Casali | Gràfica de població de Giffoni Sei Casali       | Gràfica de població de Giffoni Sei Casali |
| ----------------------------------------- | ----------------------------------------------- | ----------------------------------------- |
|                                           |                                                 |                                           |
|                                           |                                                 |                                           |
|                                           | Font: ISTAT. Elaboració gràfica de la Wikipèdia |                                           |